# Seznam guvernérů Nového Mexika

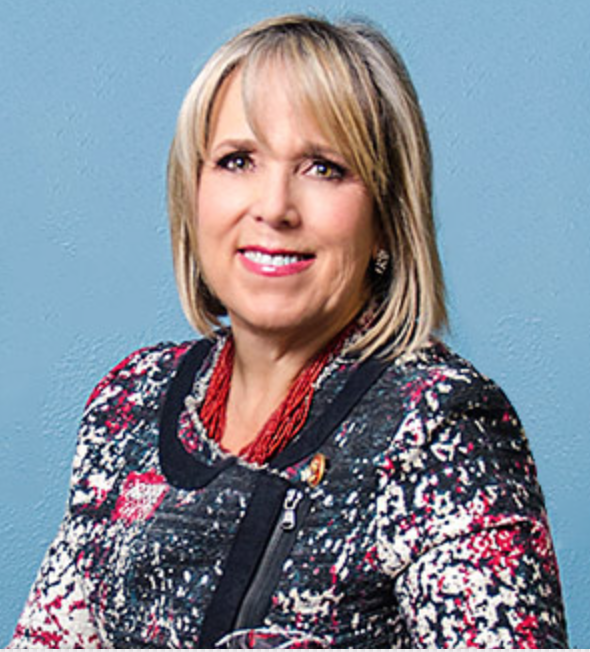
Michelle Lujan Grishamová, současná guvernérka státu Nové Mexiko.

Jako guvernéra Nového Mexika lze označit osoby v čele provincie Nové Mexiko (1592–1846), teritoria Nové Mexiko (1846–1912) a státu Nové Mexiko (od 1912). Současným guvernérem státu je Michelle Lujan Grishamová.
Dva muži se stali guvernérem Nového Mexika třikrát: Manuel Armijo, který byl guvernérem mexické provincie Nové Mexiko v letech 1827–9, 1838–44 a 1845–6, a demokrat Bruce King, který byl guvernérem státu Nové Mexiko v letech 1971–5, 1979–83 a 1991–5.

## Španělští guvernéři provincie (1592–1822)
| #   | Jméno                                         | Setrvání v úřadu | Poznámky                |
| --- | --------------------------------------------- | ---------------- | ----------------------- |
| 1.  | Juan de Oñate                                 | 1598–1608        |                         |
| 2.  | Cristóbal de Oñate                            | 1608–1609        |                         |
| 3.  | Pedro de Peralta                              | 1610–1614        |                         |
| 4.  | Bernadino de Ceballos                         | 1614–1618        |                         |
| 5.  | Juan de Eulate                                | 1618–1625        |                         |
| 6.  | Felipe de Sotelo Osorio                       | 1625–1629        |                         |
| 7.  | Francisco Manuel de Silva Nieto               | 1629–1632        |                         |
| 8.  | Francisco de la Mora Ceballos                 | 1632–1635        |                         |
| 9.  | Luis de Rosas                                 | zavražděn 1641   |                         |
| 10. | Juan Flores de Sierra y Valdés                | 1641             |                         |
|     | Francisco Gomes                               | 1641–1642        | výkonný guvernér        |
| 11. | Alonso de Pacheco de Herédia                  | 1643             |                         |
| 12. | Fernando de Argüello                          | 1644–1647        |                         |
| 13. | Luis de Guzmán y Figueroa                     | 1647–1649        |                         |
| 14. | Hernando de Ugarte de la Concha               | 1649–1652        |                         |
| 15. | Juan de Samaniego y Xaca                      | 1652–1656        |                         |
| 16. | Juan Manso de Contreras                       | 1656–1659        |                         |
| 17. | Bernardo López de Mendizábal                  | 1659–1660        |                         |
| 18. | Diego Dionisio de Peñalosa Brieceño y Berdugo | 1661–1664        |                         |
|     | Tomé Dominguez de Mendoza                     | 1664             | výkonný guvernér        |
| 19. | Juan Durán de Miranda                         | 1664–1665        | poprvé                  |
| 20. | Fernando de Villanueva                        | 1665–1668        |                         |
| 21. | Juan de Medrano y Mesía                       | 1668–1671        |                         |
| 22. | Juan Durán de Miranda                         | 1671–1675        | podruhé                 |
| 23. | Juan Francisco Treviño                        | 1675–1679        |                         |
| 24. | Antonio de Otermin                            | 1679–1682        | od 1680 jen teoreticky  |
| 25. | Domingo Gironza Petriz Cruzate                | 1682–1686        | teoreticky              |
| 26. | Pedro Reneros de Posada                       | 1686–1688        | teoreticky              |
| 27. | Domingo Gironza Petriz Cruzate                | 1688             | teoreticky              |
| 28. | Diego de Vargas                               | 1688–1696        | do roku 1692 teoreticky |
| 29. | Pedro Rodríguez Cubero                        | 1696–1703        |                         |
| 30. | Diego de Vargas                               | 1703–1704        | podruhé                 |
| 31. | Juan Páez Hurtado                             | 1704–1705        |                         |
|     | Francisco Cuervo y Valdés                     | 1705–1707        | zastupující             |
| 32. | Jose Chacón Medina Salazar y Villaseñor       | 1707–1712        |                         |
| 33. | Juan Ignacio Flores Mogollon                  | 1712–1715        |                         |
|     | Felix Martínez                                | 1715–1716        | výkonný guvernér        |
|     | Antonio Valverde y Cosío                      | 1716             | výkonný guvernér        |
|     | Juan Páez Hurtado                             | 1716–1717        | výkonný guvernér        |
| 34. | Antonio Valverde y Cosío                      | 1718–1721        |                         |

## Mexičtí guvernéři provincie (1822–1846)

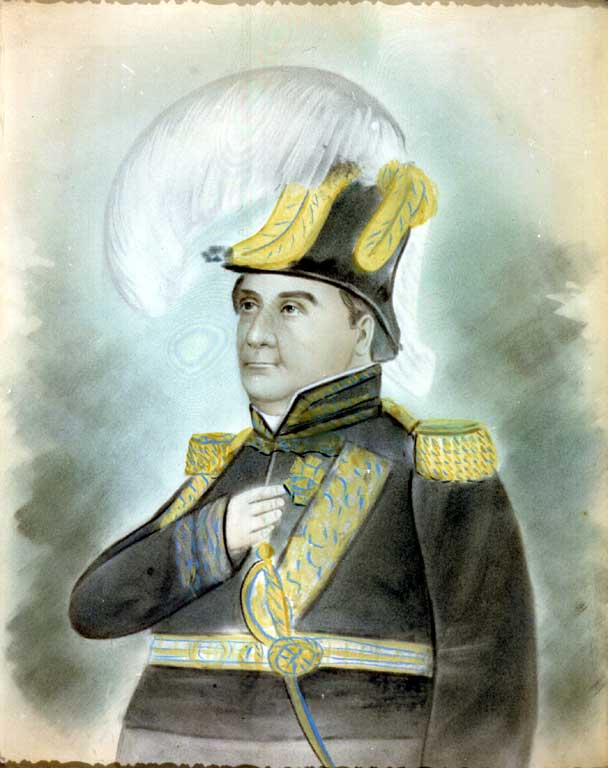
Manuel Armio, trojnásobný a poslední guvernér mexické provincie Nové Mexiko.

| #   | Jméno                        | Setrvání v úřadu | Poznámky |
| --- | ---------------------------- | ---------------- | -------- |
| 1.  | Francisco Xavier Chávez      | 1822–1823        |          |
| 2.  | José Antonio Vizcarra        | 1823–1824        |          |
| 3.  | Bartolomé Baca               | 1824–1825        |          |
| 4.  | Antonio de Narbona           | 1825             |          |
| 5.  | José Antonio Vizcarra        | 1825–1827        |          |
| 6.  | Manuel Armijo                | 1827–1829        |          |
| 7.  | José Antonio Chávez          | 1828–1831        |          |
| 8.  | Santiago Abreu               | 1831–1833        |          |
| 9.  | Francisco Sarracino          | 1833–1835        |          |
| 10. | Albino Pérez                 | 1835–1837        |          |
| 11. | Manuel Armijo                | 1838–1844        |          |
| 12. | Mariano Martínez de Lejarza  | 1844–1845        |          |
| 13. | Manuel Armijo                | 1845–1846        |          |
| 14. | Juan Bautista Vigil y Alarid | 1846             |          |

## Guvernéři teritoria (1846–1912)

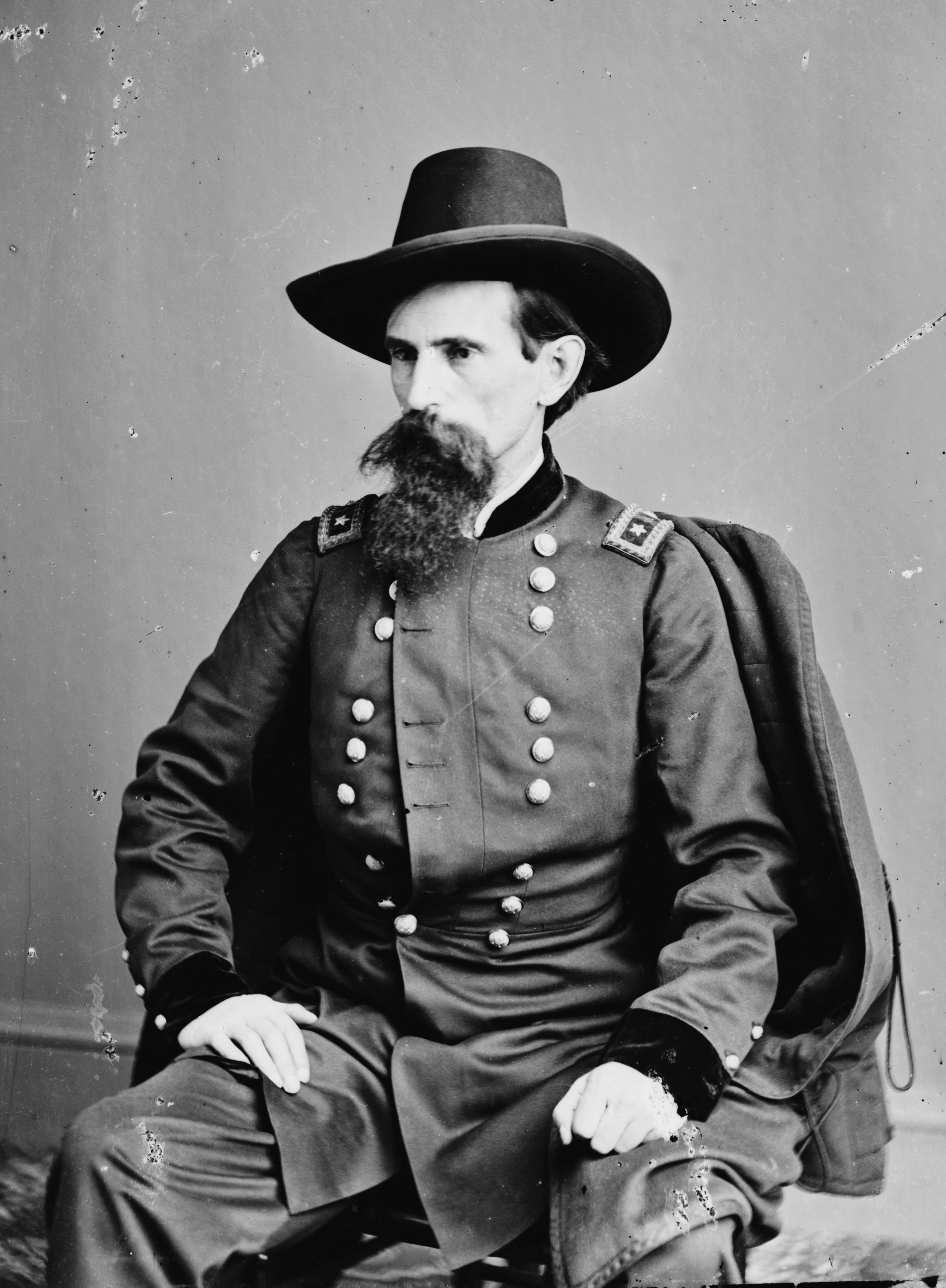
Lew Wallace

| #   | Jméno                    | Setrvání v úřadu | Strana     | Poznámky |
| --- | ------------------------ | ---------------- | ---------- | -------- |
| 1.  | Charles Bent             | 1846–1847        |            | [ 1 ]    |
| 2.  | James S. Calhoun         | 1851–1852        | Whig       |          |
| 3.  | William Carr Lane        | 1852–1853        | Whig       |          |
| 4.  | David Meriwether         | 1853–1857        | Demokrat   |          |
| 5.  | Abraham Rencher          | 1857–1861        | Demokrat   |          |
| 6.  | Henry Connelly           | 1861–1866        | Republikán |          |
| 7.  | Robert Byington Mitchell | 1866–1869        | Republikán |          |
| 8.  | William Anderson Pile    | 1869–1871        | Republikán |          |
| 9.  | Marsh Giddings           | 1871–1875        | Republikán |          |
| 10. | Samuel Beach Axtell      | 1875–1878        | Republikán |          |
| 11. | Lew Wallace              | 1878–1881        | Republikán |          |
| 12. | Lionel Allen Sheldon     | 1881–1885        | Republikán |          |
| 13. | Edmund G. Ross           | 1885–1889        | Demokrat   |          |
| 14. | L. Bradford Prince       | 1889–1893        | Republikán |          |
| 15. | William Taylor Thornton  | 1893–1897        | Demokrat   |          |
| 16. | Miguel A. Otero          | 1897–1906        | Republikán |          |
| 17. | Herbert James Hagerman   | 1906–1907        | Republikán |          |
| 18. | George Curry             | 1907–1910        | Republikán |          |
| 19. | William J. Mills         | 1910–1912        | Republikán |          |

## Guvernéři státu (od 1912)
| #   | Jméno                        | Setrvání v úřadu | Strana       | Poznámky |
| --- | ---------------------------- | ---------------- | ------------ | -------- |
| 1.  | William C. McDonald          | 1912–1917        | Demokrat     |          |
| 2.  | Ezequiel C. de Baca          | 1917             | Demokrat     |          |
| 3.  | Washington E. Lindsey        | 1917–1919        | Republikán   |          |
| 4.  | Octaviano Ambrosio Larrazolo | 1919–1921        | Republikán   |          |
| 5.  | Merritt C. Mechem            | 1921–1923        | Republikán   |          |
| 6.  | James F. Hinkle              | 1923–1925        | Demokrat     |          |
| 7.  | Arthur T. Hannett            | 1925–1927        | Demokrat     |          |
| 8.  | Richard C. Dillon            | 1927–1931        | Republikán   |          |
| 9.  | Arthur Seligman              | 1931–1933        | Demokrat     |          |
| 10. | Andrew W. Hockenhull         | 1933–1935        | Demokrat     |          |
| 11. | Clyde Tingley                | 1935–1939        | Demokrat     |          |
| 12. | John E. Miles                | 1939–1943        | Demokrat     |          |
| 13. | John J. Dempsey              | 1943–1947        | Demokrat     |          |
| 14. | Thomas J. Mabry              | 1947–1951        | Demokrat     |          |
| 15. | Edwin L. Mechem              | 1951–1955        | Republikán   |          |
| 16. | John F. Simms                | 1955–1957        | Demokrat     |          |
| 17. | Edwin L. Mechem              | 1957–1959        | Republikán   |          |
| 18. | John Burroughs               | 1959–1961        | Demokrat     |          |
| 19. | Edwin L. Mechem              | 1961–1962        | Republikán   |          |
| 20. | Tom Bolack                   | 1962–1963        | Republikán   |          |
| 21. | Jack M. Campbell             | 1963–1967        | Demokrat     |          |
| 22. | David F. Cargo               | 1967–1971        | Republikán   |          |
| 23. | Bruce King                   | 1971–1975        | Demokrat     |          |
| 24. | Jerry Apodaca                | 1975–1979        | Demokrat     |          |
| 25. | Bruce King                   | 1979–1983        | Demokrat     |          |
| 26. | Toney Anaya                  | 1983–1987        | Demokrat     |          |
| 27. | Garrey Carruthers            | 1987–1991        | Republikán   |          |
| 28. | Bruce King                   | 1991–1995        | Demokrat     |          |
| 29. | Gary E. Johnson              | 1995–2003        | Republikán   |          |
| 30. | Bill Richardson              | 2003–2011        | Demokrat     |          |
| 31. | Susana Martínez              | 2011–2019        | Republikánka |          |
| 32. | Michelle Lujan Grishamová    | od 2019          | Demokrat     |          |